# Vladimír Fišer
Vladimír Fišer (21. srpna 1934 Čistá – 11. prosince 2015 Praha) byl český herec, hlasatel a dabér.

## Život

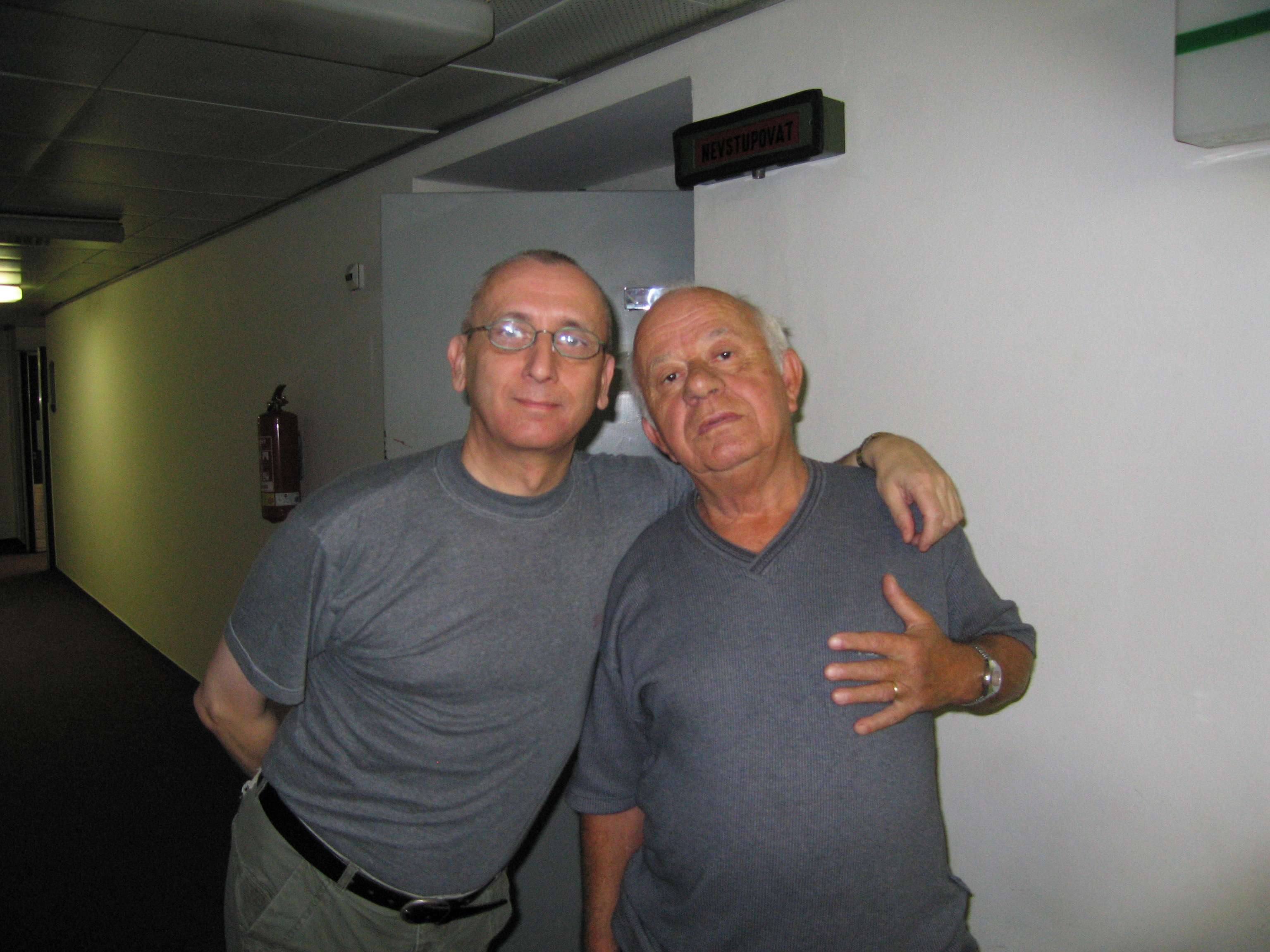
Jan J. Vágner a Vladimír Fišer
Česká televize, studio MK3, 3.11.2004

Byl dlouholetým hlasatelem Československého rozhlasu. Nejvíce proslul jako hlasatel, který 21. srpna 1968 (shodou okolností na své narozeniny) přečetl do rozhlasu proslulou první zprávu o srpnové invazi a výzvu k zachování klidu, tzv. Provolání Všemu lidu ČSSR.
| „                | Vojska Sovětského svazu, Polské lidové republiky, Německé demokratické republiky, Maďarské lidové republiky a Bulharské lidové republiky překročila státní hranice Československé socialistické republiky. | “ |
| — Vladimír Fišer | |   |

Jeho hlas má mnoho českých posluchačů spjato s vysíláním zpráv, proto je ve filmech a rozhlasových hrách a rovněž v dabingu často obsazován jako televizní hlasatel či moderátor. Známými se staly jeho dabingové role arogantního hlasatele Kenta Brockmana v seriálu Simpsonovi či Basila Fawltyho v sitcomu Hotýlek. Dále daboval například patologa Dr. Mallarda v americkém kriminálním seriálu Námořní vyšetřovací služba. Často také předčítal titulky. Daboval i postavy ve videohrách, například ve hrách Mafia II nebo Assassin's Creed.
Vladimír Fišer v letech 1987–1996 též hlásil stanice v pražských tramvajích a autobusech.